# Prototheora
Els prototeòrids (Prototheoridae) són una família lepidòpters exoporis de la superfamília dels hepialoïdeus (Hepialoidea). També se les anomena «primitives arnes fantasma d'Àfrica» (African Primitive Ghost Moths) i són endèmiques de la part meridional d'Àfrica (Angola i Malawi).

## Sistemàtica
És una família amb un únic gènere, Prototheora, i 13 espècies descrites (Kristensen, 1999: 60; Nielsen i cols., 2000). Vegeu també les revisions de Janse (1942) i Davis (1996). La llista d'espècies és la següent:
- Prototheora parachlora (Meyrick, 1919) (originalment, Metatheora)
  - =Prototheora paraglossa; Janse, 1942
- Prototheora petrosema Meyrick, 1917
- Prototheora monoglossa Meyrick, 1924
- Prototheora corvifera (Meyrick, 1920) (originalment, Metatheora)
- Prototheora merga Davis, 1996
- Prototheora quadricornis Meyrick, 1920
- Prototheora biserrata Davis, 1996
- Prototheora serruligera Meyrick, 1920
- Prototheora cooperi Janse, 1942
- Prototheora geniculata Davis, 1996
- Prototheora drackensbergae Davis, 1996
- Prototheora angolae Davis, 1996
- Prototheora malawiensis Davis, 2001